# Niko Pirosmani
Niko Pirosmani (gruzínsky ნიკო ფიროსმანი), známý také jako Nikala, občanským jménem Nikolos Pirosmanišvili (asi 1862, Mirzaani – 5. května 1918, Tbilisi) byl gruzínský malíř, stylově řazený k naivnímu umění.

## Život

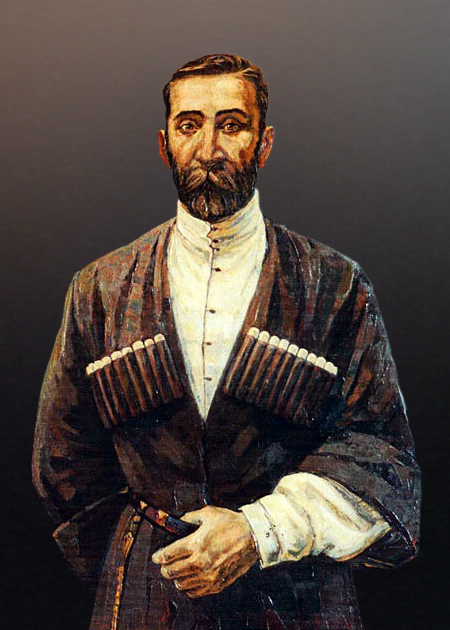
Niko Pirosmani: Autoportrét

Narodil se v obci Mirzaani v Kachetii v rodině zemědělců a vinařů. Brzy osiřel a byl svěřen do výchovy svým dvěma starším sestrám. S nimi roku 1870 odešel do Tbilisi, kde pracoval jako sluha. Roku 1876 se vrátil do rodného Mirzaani a pracoval jako pastýř.

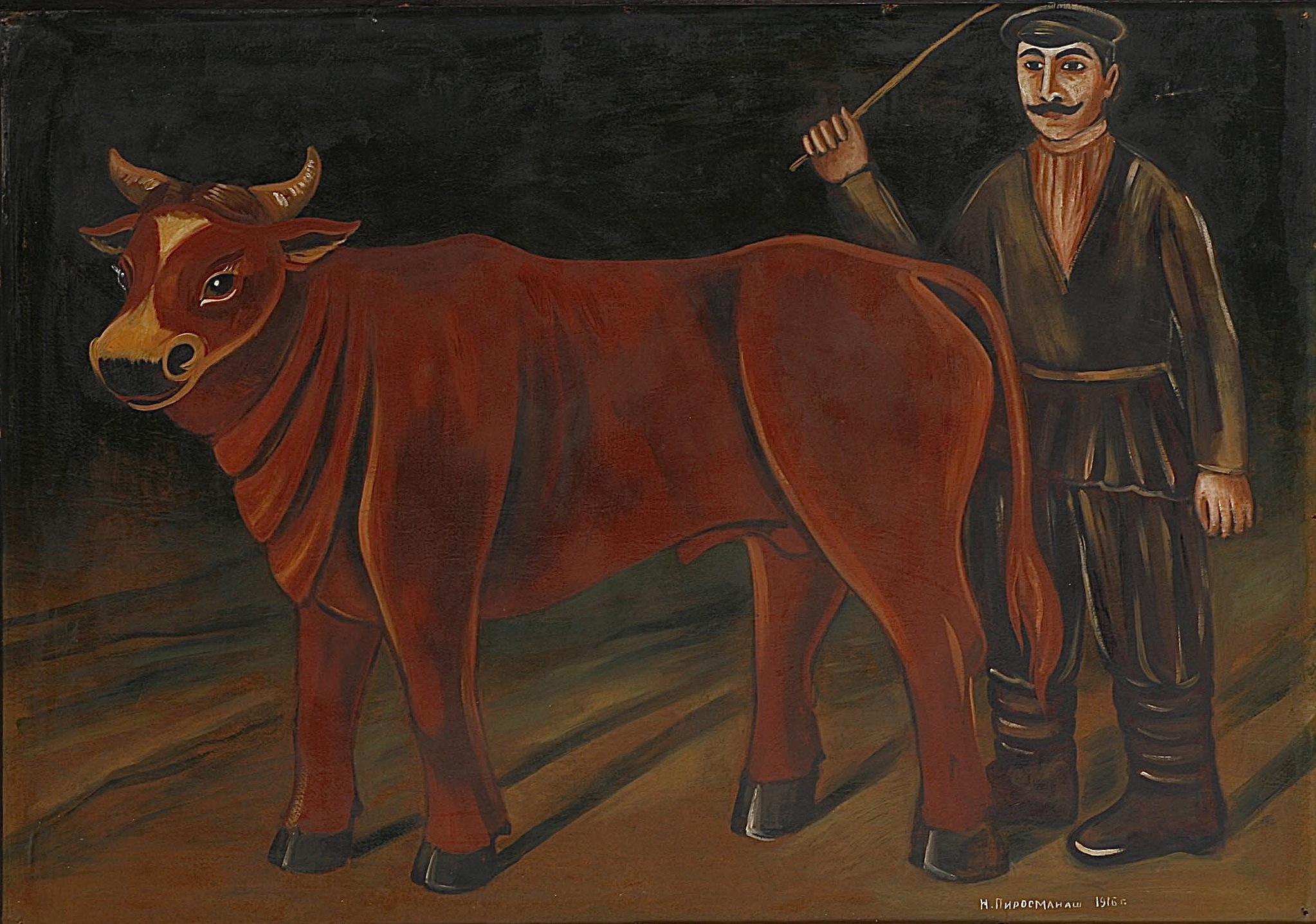
Niko Pirosmani: Sedlák s býkem (1916)

Sám se postupně naučil malovat a roku 1882 si s dalším malířem-samoukem otevřeli dílnu na výrobu reklamních tabulí. V devadesátých letech také pracoval jako průvodčí vlaků a několik let se pokoušel prosadit i jako farmář. Celý život byl chudý a vedle běžných malířských zakázek byl například ochoten i malovat pokoje a bílit budovy – vydělat si na živobytí pro něho bylo vždy důležitější než estetický program. Na jaře 1918 zemřel na podvýživu a selhání ledvin a byl pohřben na hřbitově Nino, přesná poloha jeho hrobu nebyla zaznamenána.
Dochovalo se asi 200 jeho obrazů, obvykle malovaných na voskovaném plátně. Často maloval zvířata a scény ze života obyčejných lidí, přitahovaly ho i velké postavy gruzínské historie.

## Film
O osudech malíře pojednává životopisný film Pirosmani, který roku 1969 natočil gruzínský režisér Giorgi Šengelaja. Tentýž režisér natočil již v roce 1961 dokumentární film Niko Pirosmani.